# Orchestra sinfonica nordica
The Orchestra sinfonica nordica (OSN) (precedentemente Orchestra sinfonica estone-finlandese) è un'orchestra sinfonica internazionale fondata da Anu e Kadri Tali nel 1997.

## Storia
L'OSN fu fondata da Anu e Kadri Tali nel 1997 sotto il nome di Orchestra sinfonica estone-finlandese, per sviluppare i contatti culturali tra Estonia e Finlandia. Oggi l'OSN ha membri provenienti da quindici paesi; nel riunire musicisti provenienti dalle principali orchestre del mondo l'OSN cerca di migliorare il livello della sua produzione musicale mescolando le migliori qualità delle diverse scuole e tradizioni strumentali. Presentando il meglio del repertorio classico e della musica contemporanea e meno conosciuta, l'OSN cerca anche di attirare l'attenzione del pubblico senza semplificare il contenuto dei suoi programmi. A tal fine le stagioni dei concerti a tema, come Le capitali musicali del mondo (1998-1999), Vita e Morte (1999-2000), Sinfonia (2000-2001), Musica Grande (2001-2002), Passione o Passione (2002-2003), A la Russe (2003-2004), Il volto del Nord (2004-2005), Leggende (2005-2006), Apocalissi (2006-2007), "Strata" 2007-2008 e "Punto d'incontro Estonia" 2009 -2010 hanno dimostrato un grande successo e affermato il profilo innovativo dell'orchestra.

## Registrazioni
L'OSN ha pubblicato tre registrazioni, tutte dirette da Anu Tali:
- Volo del cigno: opere di Veljo Tormis, Claude Debussy e Jean Sibelius (Finlandia Records/Warner Music, 2001), come Orchestra sinfonica estone-finlandese.
- Azione - Passione - Illusione: opere di Erkki-Sven Tüür, Sibelius e Sergej Rachmaninov (Warner Music, 2005).
- Strata: Sinfonia n. 6 di Tüür e doppio concerto "Noesis" (ECM New Series, 2010).

Ogni concerto dell'OSN è registrato e trasmesso dalla Società di Radiodiffusione Estone e dalla Unione europea di radiodiffusione.

## Attività nel 2010–2011
- Concerti: 
  - L'orchestra si riunisce per 3 - 4 progetti all'anno in Estonia dando tutti insieme 10 - 11 concerti in una stagione. Ogni incontro è simile a un festival musicale, con grande spirito e facendo musica di altissimo livello.
  - Tournée di concerti in Europa (concerti in Lettonia, Finlandia, Vienna, Germania, Slovenia e altrove)

- Tournée: a maggio 2010 si svolse da Tallinn a Vienna (concerti nella leggendaria Wiener Konzerthaus), Maribor e Riga.

- Master class con i migliori musicisti di tutto il mondo.

## Premi, film documentario
L'OSN e la sua giovane direttrice Anu Tali hanno attirato l'attenzione dei canali dei media a livello internazionale. I canali televisivi NHK (2005) in Giappone, ARTE (2007; 2008) e ARD (2005) in Germania, Deutsche Welle (2007), Finnish YLE TV e Estonian TV (2003, 2005) hanno realizzato documentari e film su di loro.
Nell'ottobre 2003 il primo disco della OSN, Volo del cigno, ha vinto un premio in Germania in una delle più famose cerimonie di musica classica "Echo Classics Awards". Nel 2005 il secondo CD Azione, Passione, Illusione è stato nominato per lo stesso premio e ha ricevuto molta attenzione dalla stampa musicale internazionale. Nel 2006 il direttore d'orchestra Anu Tali ha ricevuto il premio dal Presidente dell'Estonia - il Giovane Musicista dell'Anno ed è stata eletta Musicista dell'Anno 2006 dalla Estonian Broadcasting Union. Nel 2008 Anu Tali ha ricevuto il premio UNICEF "Bluebird" in Estonia e il premio "Rising Start" in Estonia e il premio "Rising Start" in Germania.